# 小塚類子
小塚 類子（こづか るいこ、1960年11月11日 - ）は日本のイラストレーター。日本大学藝術学部美術学科卒業。デザイン専門学校勤務を経てフリーのイラストレーターになる。